# Legend of the Black Shawarma
Legend of the Black Shawarma är Infected Mushrooms sjunde album från 2009. Det innehåller sånger med Jonathan Davis från Korn och Perry Farrel från Jane's Addiction.

## Låtlista
1. Poquito Mas: 3.39
2. Saeed: 7.04
3. End of the Road: 6.47
4. Smashing the Opponent: 4.10
5. Can't Stop: 7.24
6. Herbert the Pervert: 7.17
7. Killing Time: 3.04
8. Project 100: 9.38
9. Franks: 8.05
10. Slowly: 9.00
11. The Legend of the Black Shawarma: 7.12

Bonuslåtar
1. Riders On The Storm (Infected Mushroom Remix): 4.29
2. Bust a Move (Remix): 9.09

## Övrigt
- Riders On The Storm gjordes ursprungligen av The Doors